# Studentidrott
Studentidrott eller akademisk idrott är idrott med anknytning till universitet, högskolor och deras studenter.

## Historik
Ganska snart efter universitetens tillkomst i Europa under Medeltiden infördes som motvikt till ensidiga teoretiska studier olika former av s. k. ridderliga idrotter (fäktning, ridning, voltige m. m.) framför allt i Tyskland och Sverige där på 1800-talet Turnen och gymnastik tillkom.
I England lades under början av 1800-talet grunden till den moderna idrotten i public schools, varifrån den snart spred sig till universiteten som intog en ledarställning på idrottens område. Så blev efter hand även förhållandet inom Brittiska imperiet, USA och Japan, där idrottseliten fortfarande rekryteras från de akademiska kretsarna.

## Studentidrott i Sverige
De första akademiska föreningarna för friidrott i Sverige tillkom på 1890-talet. Sveriges akademiska idrottsförbund, som anordnar akademiska mästerskap i ett flertal idrotter tillkom 1913.
I Sverige organiseras idag akademisk idrott genom Sveriges Akademiska Idrottsförbund. Under åren före första världskriget började Akademiska mästerskap (AM) anordnas och kom att omfatta allt fler idrotter för att sedan upphöra för svenskt vidkommande omkring mitten av 1970-talet. År 1988 återuppstod dock i ett flertal idrotter mästerskapstävlingar i form av svenska studentmästerskap. Internationella studentspelen, som numera upphört, samt student-VM och universiaderna kan betraktas som internationella motsvarigheter till AM-tävlingarna.
I många länder förekommer idrottsstipendier.